# Bibliothèque nationale de Corée

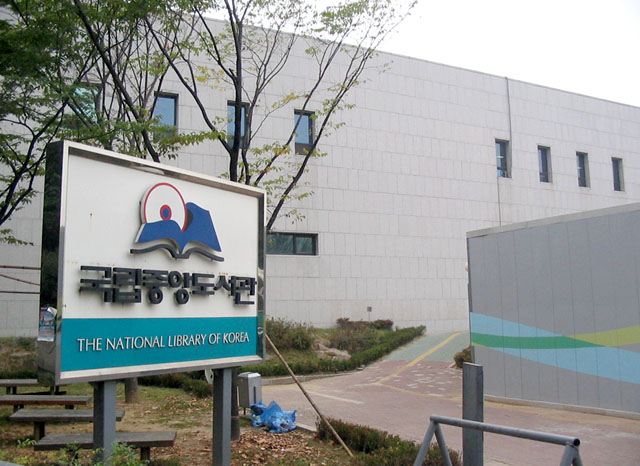
Bibliothèque nationale de Corée

La Bibliothèque nationale de Corée (en hangeul 국립중앙도서관) se trouve à Séoul en Corée du Sud. La bibliothèque principale actuelle de la Bibliothèque nationale a été déplacée de Namsan à Banpo-daero, Seocho-gu le 28 mai 1988. Elle a une superficie totale de construction de 34 722 mètres carrés et est un bâtiment de 7 étages au-dessus du sol et 1 étage sous terre. Le sous-sol contient les bureaux du département, diverses salles de référence, des salles d'exposition et des bibliothèques.
Des bibliothèques mobiles, des bibliothèques pilotes et des systèmes de prêt entre bibliothèques sont mis en place. Publie des publications telles que «Bibliothèque», «Index complet des articles académiques», «Catalogue complet des livres en langues étrangères», «Catalogue des publications coréennes», «Catalogue des collections», etc. pour fournir rapidement des informations bibliographiques nationales.
La Bibliothèque nationale de Corée, créée le 15 octobre 1945, est la plus grande bibliothèque du pays, son prédécesseur était la bibliothèque du bureau du gouverneur de Joseon, créée par les envahisseurs japonais en novembre 1923. Elle compte plus de 8 millions de livres, dont de nombreux livres en langues étrangères, ainsi que des Trésors nationaux coréens.

## Histoire

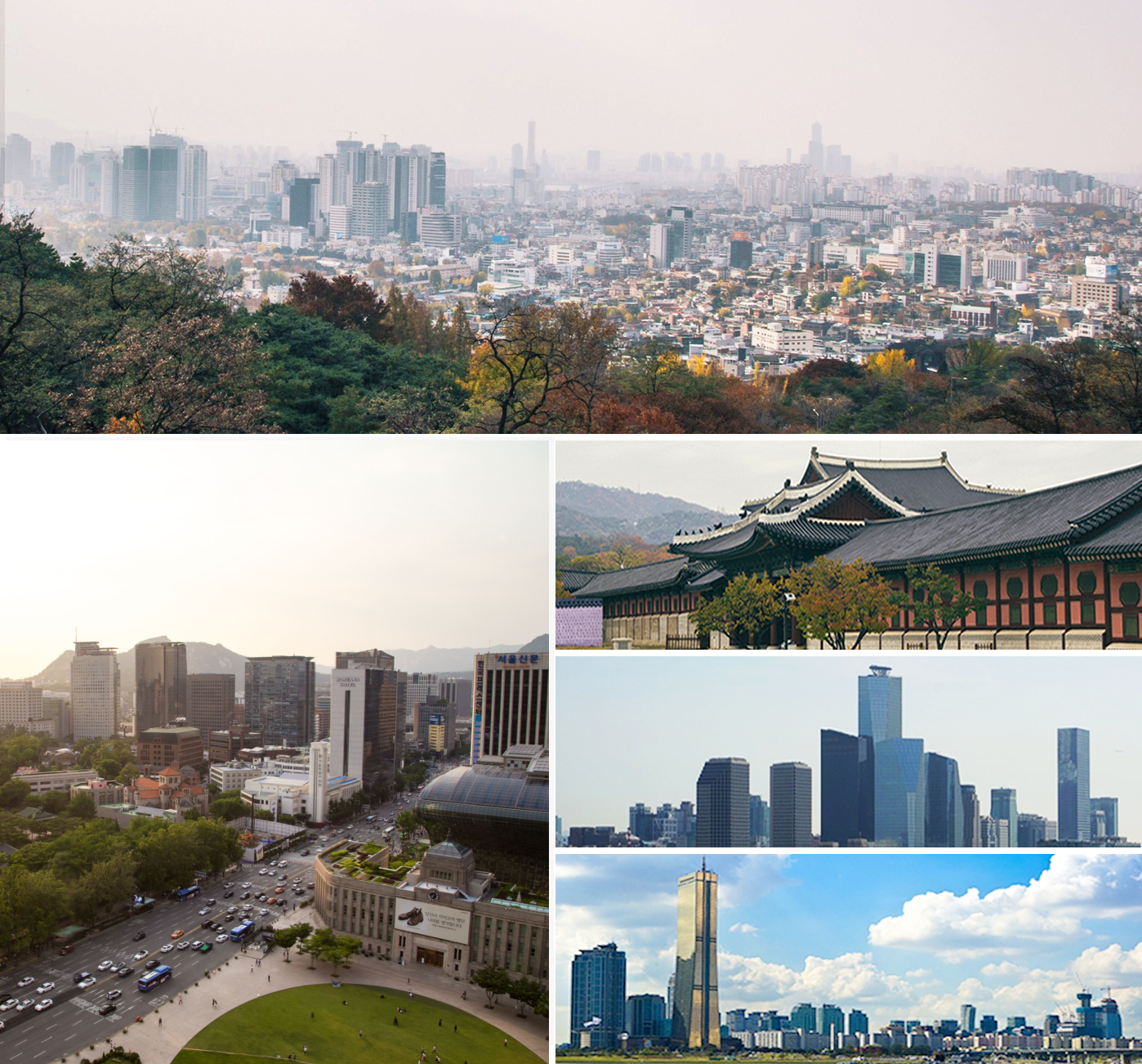
Ville de Séoul, capitale de la Corée du Sud et lieu de résidence de la Bibliothèque nationale de Corée (2017).

C’est en 1945 la Bibliothèque nationale de Corée (BNC) ouvre ses portes sous le nom de Bibliothèque nationale. L’institution était alors située dans le quartier Sogong-dong de l’arrondissement Jung-gu à Séoul. L’année suivante, L’école de bibliothéconomie est inaugurée et permet d’offrir pour une première fois en Corée des formations aux bibliothécaires du pays. En 1957 la BNC ouvre sa branche bibliothèque à Ahyeong-dong, un quartier situé dans l’arrondissement de Mapo-gu à Séoul. Un peu plus de cinq ans plus tard, soit en 1963, L’Acte des bibliothèques coréennes est légiféré et la BNC change son nom pour la Bibliothèque centrale de Corée. En 1965, le système de dépôt légal de la bibliothèque est institué puis en 1967, une restructuration de l’organisation a lieu. La BNC compte dès lors cinq divisions de services et une branche bibliothèque alors que précédemment, elle comptait 3 divisions majeures et la branche bibliothèque. En 1974, le bâtiment principal de la BNC est déplacé de Sogong-dong à Namsan Hill.
Les dernières décennies du vingtième siècle marquent le début d’une période de changements proactifs pour la BNC. Cette dernière prépare, dès 1979, un modèle pour l’automatisation des bibliothèques coréennes qui fut inspiré du système automatisé développé la même année à des fins de gestion de la bibliographie nationale dont l’organisation a la responsabilité. Ce modèle porte le nom de KOLAS (système informatisé de bibliothèque coréen) et fut partagé, en 1984, à l’ensemble des bibliothèques publiques et gouvernementales coréennes à des fins d’utilisation. En 1981, le bâtiment de la branche bibliothèque est relocalisé dans l’arrondissement séoulien Gangnam-gu, plus précisément dans le quartier Yeoksam-dong. En 1982, la Salle de services informatiques est établie. L’année suivante, la BNC lance son programme de formation sur place aux bibliothécaires. L’Acte des bibliothèques coréennes est révisé en 1987 et en 1988, le bâtiment principal est relocalisé, cette fois-ci à son emplacement actuel, soit dans le quartier de Banpo-dong de l’arrondissement de Seocho-gu. En 1990, la BNC adopte le « International Standard Book Number » (ISBN) et le « International Standard Serial Number » (ISSN). 1991 voit la législation de L’Acte de promotion des bibliothèques coréennes et le transfert de la responsabilité gouvernementale de la BNC qui relève dès lors du Ministère de la culture alors que dans le passé, elle était affiliée au Ministère de l’éducation. Une deuxième restructuration de la BNC a également lieu la même année. La BNC compte alors deux départements, sept divisions, un bureau de direction et une branche bibliothèque. En 1994, L’Acte pour la promotion des bibliothèques et de la lecture est légiféré. En 1997, le Système de pilotage électronique des bibliothèques est inauguré. La BNC subit une troisième restructuration en 1998. À la suite de celle-ci, elle ne comptera que six divisions plutôt que sept comme c’était le cas lors de la restructuration de 1991. Pendant la dernière année du vingtième siècle, la BNC lance son Système coréen d’information et de bibliothéconomie (KOLIS) et la branche bibliothèque de l’organisme est réincarnée sous le nom de Centre de thèse.
La vague de changements initiée à la fin du vingtième siècle se poursuit dans le nouveau millénaire. En 2000, la BNC fonde son Bâtiment des dépôts légaux de documents. À partir de 2003, le Ministre de la culture, du sport et du tourisme a créé un plan pour les bibliothèques afin d’améliorer l’éducation des coréens. Ce « Plan global de développement du réseau des bibliothèques » visait spécifiquement, entre autres, la BNC. La BNC célèbre, en 2005, son 60e anniversaire d’existence. L’année précédente, un recensement de ses collections avait établi qu’elle en comportait plus de cinq millions. En 2006, on assiste à une cristallisation des volontés émises dans le plan de 2003. Cette réponse favorable apporte son lot de changements pour la BNC. Entre autres, c’est en 2006 qu’on voit la création de la Bibliothèque nationale jeunesse de Corée. La même année, la BNC organise le World Information and Library Congress et la 33e Conférence des directeurs de bibliothèques nationales. 2007 marque l’ouverture de deux nouveaux services : L’Institut coréen de recherche en bibliothéconomie et le Centre d’information et bibliothèque nationale en support aux personnes handicapées. Deux ans plus tard, c’est le bâtiment de la Bibliothèque numérique qui ouvre ses portes. En 2012, la Division du contrôle bibliographique est établie et la Bibliothèque nationale pour les handicapés est inaugurée. C’est l’année suivante qu’on assiste à l’ouverture de la Bibliothèque nationale de Corée à Sejong. Lors de son recensement de 2015, la BNC affirme que son nombre de collections a atteint les dix millions. Plusieurs événements marquants pour la BNC prennent place en 2016 : Le système « International Standard Name Identifier » (ISNI) est lancé, la salle d’exposition du bâtiment principal de la BNC rouvre ses portes, l’organisation initie le dépôt légal en ligne et la Division des collections rares et anciennes est établie. En 2017, la BNC inaugure son musée de la Mémoire coréenne.

## Missions et vision
- Mission: La Bibliothèque nationale de Corée hérite des connaissances et du patrimoine culturel de la République de Corée, enrichit la vie intellectuelle de la population et contribue au développement culturel du pays et de la société;
- Objectifs politiques: Mettre en œuvre des services de connaissances et d’information qui connectent les générations et les personnes;
- Collecter (collectez toutes les connaissances du monde): En tant que centre national de rapport des informations sur les connaissances, la Bibliothèque nationale de Corée établit une base solide pour les collections du pays et établit un système de préservation permanent pour les collections nationales;
- Diviser (partager avec les gens): Utiliser la technologie numérique avancée pour fournir des services d'information sur les connaissances, attirer des lecteurs grâce à la diffusion des connaissances et du patrimoine culturel, soutenir la recherche et le développement de l'enseignement de la lecture et créer un environnement utilisateur sûr et pratique;
- It Go (Connecter les gens et les connaissances): Élargir la base de données nationale de partage de connaissances et d'informations, promouvoir la collaboration entre les bibliothèques nationales et étrangères et renforcer les capacités professionnelles en matière d'éducation, de formation et de recherche;
- Contenir (Transformez la connaissance en sagesse): Établir les capacités du centre national de données bibliographiques, développer les données et organiser le contenu, et préparer l'avenir[8].

## Activités et services
- Publication et respect de la politique de développement de collections；[9]
- Gestion de la Bibliothèque nationale jeunesse de Corée；[10]
- Diffusion textes de lecture pour familles multiculturelles；[11]
- Ateliers de lecture；[11]
- Formation aux bibliothécaires coréens；[12]
- Support pour des projets réalisés à travers la nation afin de développer et promouvoir les bibliothèques et la coopération entre les bibliothèques；[13]
- Dépôt légal de publications；[14]
- Publications de bibliographies pour référence；[15]
- Support à la recherche académique；[16]
- Numérisation des ressources pour un offrir un accès optimal；[17]

## Bibliothèque numérique
La Bibliothèque nationale numérique de Corée est construite sur la place devant la Bibliothèque nationale, avec un total de 8 étages (3 hors sol et 5 souterrains), avec une superficie totale de construction de 38 013,39㎡. Les utilisateurs peuvent accéder et utiliser une variété de médias, avec des sièges/espaces marqués disponibles lors de la réservation via le système de réservation de la bibliothèque numérique, y compris des salles de ressources numériques, des salles de séminaires multimédias, etc.
La Bibliothèque numérique nationale a développé un système national de partage de ressources d'information pour fournir aux chercheurs scientifiques et au public les informations nécessaires en ligne.
- En 1995 : Le projet de construction de la Bibliothèque électronique nationale a été lancé, le site Web du « Service national d'information vidéo académique » a été lancé et une base de données d'informations bibliographiques nationales et de 200 textes académiques a été créée[21].
- Le mars 1996 : Commencer à fournir des services sur Internet[21].
- Le décembre 2005 : La Bibliothèque nationale de Corée (directrice Kim Tae geun) a organisé la « Cérémonie de pose des fondations de la construction d'une bibliothèque numérique »[22].
- Le mai décembre 2008 : Création d'un système de gestion des collections numériques, d'un portail de bibliothèque numérique, Système de portail, espace de lecture numérique[23].
- Le mai 2009 : La Bibliothèque numérique de la Bibliothèque nationale a été ouverte et le portail de la bibliothèque numérique (Dibrary) et le système de gestion des collections numériques ont été lancés[23].
- Le janvier 2010 : Collecte complète de données en ligne[23].
- Le janvier 2011 : Création d'un service pilote de liens vers des livres (anciennement services de bibliothèque complets)[23].
- L'avril 2011 : ouverture des services mobiles, des services de recherche complets et amélioration du portail de la bibliothèque numérique et du système de gestion des collections numériques[23].
- Le janvier 2014 : Ouverture du lien vers le site Web de données http://lod.nl.go.kr[23].
- Le novembre 2016 : La version bêta de la bibliothèque numérique Corée-Chine-Japon (CJKDL) a été créée[23].
- Le février 2018 : Le site Web archives des journaux coréens a été créée[23].

## Organisation
| Chef exécutif | Chef exécutif | Chef exécutif |
| Département de planification & formation | Département des services de bibliothèques | Département de la bibliothèque numérique |
| - Division des affaires générales - Division de la planification & de la coordination - Division culturelle & formation aux bibliothécaires - Équipe de la coopération internationale & des relations publiques | 1. Bibliothèque nationale jeunesse de Corée : Division du support général; Division de la planification & de la coopération; Division des services au public. 2. Bibliothèque nationale de Corée - Sejong : Division de la planification & de la gestion; Division des politiques; Division des services au public. 3. Centre de recherche et de préservation : Division des acquisitions; Division du contrôle bibliographique; Division de la gestion des collections et des services; Division des collections rares et anciennes. | - Division de la planification de la bibliothèque numérique - Division des services de la bibliothèque numérique - Division des technologies de l'information |
| Inspiré de l'organigramme proposé sur le site officiel de la BNC | Inspiré de l'organigramme proposé sur le site officiel de la BNC | Inspiré de l'organigramme proposé sur le site officiel de la BNC                                                                                              |
| --- | --- | --- |

## Horaires d'ouvertures
La Bibliothèque nationale de Corée est fermée les jours fériés nationaux (à l'exception des samedis et dimanches) ainsi que les deuxième et quatrième lundi de chaque mois. La moyenne annuelle des jours d'ouverture est de 327 jours.
- Salle de référence: 9h-17h de décembre à février, 9h-18h de mars à novembre;
- Salle de lecture: du lundi au vendredi de 6h00 à 21h00, samedi et dimanche de 6h00 à 17h00 en hiver, de 6h00 à 18h00 en été[25].

## Admissible
Personnes âgées de 16 ans ou plus qui souhaitent utiliser les documents de la bibliothèque à des fins d'utilisation de l'information, d'enquête, de recherche, etc.
Cependant, si vous avez moins de 16 ans (à l'exclusion des élèves du primaire et moins) qui fréquentent la bibliothèque à des fins de recherche ou de recherche, vous pouvez participer au concours «Matériel d'utilisation des jeunes» après avoir rempli le formulaire de candidature (apportez un (carte d'identité vérifiable, telle qu'une carte d'étudiant ou une carte d'identité de jeune).